# Josef Vokáček
Josef Vokáček (27. srpna 1939 Lysá nad Labem – listopad 2018 Čelákovice) byl český fotbalový útočník, dorostenecký reprezentant Československa a trenér.
Od roku 2020 pořádá TJ Spartak Čelákovice na jeho počest Memoriál Josefa Vokáčka.

## Hráčská kariéra
Začínal ve svém rodišti v klubu SK Lysá nad Labem, odkud přestoupil do druholigového Spartaku Čelákovice. Za Čelákovice odehrál v rozmezí 17 let 685 zápasů a vstřelil 302 branky.
V československé lize hrál za Duklu Pardubice na podzim 1958 a Slavii Praha na jaře 1967. Debutoval v sobotu 25. října 1958 v Trnavě, kde domácí Spartak porazil Duklu Pardubice 4:0 (poločas 3:0). Naposled v nejvyšší soutěži startoval v neděli 11. června 1967 v Žilině, kde domácí mužstvo ZVL remizovalo se Slavií Praha 1:1 (poločas 0:1 ve prospěch Slavie).
Během základní vojenské služby nastupoval také za Duklu Tábor.

### Reprezentace
Jednou nastoupil za dorosteneckou reprezentaci ČSR a vstřelil jeden gól. Toto utkání se hrálo v sobotu 15. června 1957 v Gottwaldově (dobový název Zlína) na stadionu Spartaku a přihlíželo mu 5 000 diváků. Českoslovenští dorostenci v něm porazili své východoněmecké vrstevníky 7:0 (poločas 3:0). Josef Vokáček otevřel skóre tohoto zápasu brankou ze 33. minuty.

### Prvoligová bilance
| Ročník             | Zápasy | Góly | Minuty | Klub            |
| ------------------ | ------ | ---- | ------ | --------------- |
| I. liga 1958/59    | 1      | 0    | 90     | Dukla Pardubice |
| I. liga 1966/67    | 5      | 0    | 450    | Slavia Praha    |
| CELKEM I. ČS. LIGA | 6      | 0    | 540    |                 |

## Trenérská kariéra
Po skončení hráčské kariéry se stal trenérem. V 70. letech 20. století vedl TJ Slavoj Stará Boleslav a během pěti let s ním třikrát postoupil do vyšší soutěže. Trénoval také TJ Spartak Čelákovice, se kterým v roce 1981 postoupil do Pražského krajského přeboru.